# 先驱者3号
先驱者3号探测器是美国陆军弹道导弹机关（U.S. Army Ballistic Missile agency）与NASA联合发射的月球探测器，由喷气推进实验室开发设计。但是由于火箭故障而导致任务失败。

## 结构
先驱者3号是一个光滑的圆锥状物体，高58厘米直径25厘米。外壳由玻璃纤维制成，上面涂覆着黄金以利于传递电流。圆锥状的主体被涂成黑白相间的颜色，这样利于吸收和反射阳光将温度维持在10至50摄氏度。顶部是一根传递信号的天线，底部则有一圈提供能量的水银电池。底部的中心是光电探测管，该探测器由两个光电池供电。 按照计划，这些光电池将会在距离月球3万公里时被月球的反射光触发。圆锥的中心是盖革计数器。当处于工作状态时，发送装置将会以0.1瓦的功率工作在960.05兆赫的波段。调波电路的功率为0.08瓦，因此信号发送装置的总功率是0.18瓦。在发射后10小时，探测器上的机械结构会将两个7克重的配重和两段150厘米长的金属丝伸出外部，这样可以使探测器的转速从每分钟400转降低到每分钟6转，之后这些配件就会被抛弃。

## 任务
按照原计划，先驱者3号应该在发射后33.75个小时时接近月球测量相关数据，然后再进入太阳轨道。1958年12月6日世界协调时5点45分12秒，先驱者3号在佛罗里达卡纳维拉尔角升空。由于火箭第二级提前3.7秒熄火，探测器出射角达到71度而不是计划的68度，它比地球逃逸速度约慢了每小时1000公里。 在重新落回地球之前，它所达到的最大高度为102360公里。7日19时51分（UTC），在经历了大气层中的燃烧，总计运行了38小时零6分之后，估计它坠落在了非洲大陆北纬16.4度，东经18.6度的地方。由于地面接收站的地点设置，总计36小时的任务时间中有13小时是与探测器失去联系的。任务期间，探测器内部的温度一直维持在43摄氏度左右。虽然没有完成预期任务，但是根据其传感器传回的数据，人们发现范艾伦辐射带实际上分为两层。